# بيل كاي (لاعب كرة قاعدة)
بيل كاي (بالإنجليزية: Bill Kay)‏ هو لاعب كرة قاعدة أمريكي، ولد في 14 فبراير 1878 في نيو كاستل في الولايات المتحدة، وتوفي في 3 ديسمبر 1945 في روانوك في الولايات المتحدة.

## وصلات خارجية
- بيل كاي على موقعبيزبول رفرنس.كوم (الدوري الرئيسي) (الإنجليزية)
- بيل كاي على موقعبيزبول رفرنس.كوم (الدوري الثانوي) (الإنجليزية)